# Agame
Agame (znanstveno ime Agamidae) so družina plazilcev iz podreda kuščarjev. Družina obsega več kot 300 vrst, ki živijo v Afriki, Aziji, Avstraliji, nekatere tudi v Južni Evropi. Filogenetsko so morda sorodne legvanom (Iguanidae). Značilni zanje so močne noge in rep, ki ga ne morejo odvreči, se pa pri nekaterih vrstah lahko deloma obnovi. Mnoge vrste lahko tudi do neke mere spreminjajo svojo barvo. Habitati segajo od vročih puščav do tropskih deževnih gozdov.